# Bilisht Sport
El Bilisht Sport es un equipo de fútbol de Albania que juega en la Kategoria e Dytë, la tercera división de fútbol en el país.

## Historia
Fue fundado en el año 1927 en la ciudad de Bilisht del condado de Korçe con el nombre Devoli Bilisht, nombre que usaron hasta que entre los años 1949 y 1950 se llamaron Bilisht.
Entre 1951 y 1958 pasaron a llamarse Puna Bilisht y en 1958 pasaron a llamarse nuevamente Devoli Bilisht, que conservaron hasta 2006 cuando adoptaron su denominación actual.
El club ha pasado la mayor parte de su historia en las divisiones aficionadas de Albania hasta que en 2006 pasaron a jugar en la Kategoria e Dytë, donde estuvieron hasta que lograron el ascenso a la Kategoria e Parë en la temporada 2018/19

## Palmarés
- Kategoria e Dytë Grupo B: 1

2018/19